# Agapito Pamplona Rodovalho
Agapito Pamplona Rodovalho (Angra, 1 de Maio 1863 — Angra, 1821) foi um militar português. Alcançou o posto de capitão do Exército Português e exerceu o cargo de Tesoureiro e fiscal da Fazenda dos Defuntos e Ausentes da ilha Terceira, nos Açores.

## Biografia
Ainda tenente de Infantaria, a servir no Regimento de Guarnição nº 1 na Fortaleza de São João Baptista em Angra, tomou parte no primeiro movimento revolucionário de cunho liberalista nos Açores, liderado pelo antigo Capitão-general, brigadeiro Francisco António de Araújo e Azevedo, a 2 de abril de 1821. O movimento foi debelado no contra-golpe que se sucedeu, na noite de 3 para 4 de abril, tendo Agapito Pamplona sido detido, com outros companheiros.
No ano seguinte, quando da chegada da notícia da proclamação de Miguel I de Portugal à Terceira, e diante da sua aclamação pelos absolutistas na Câmara Municipal de Angra (18 de Maio de 1822), Agapito Pamplona foi o único a recusar-se assinar o auto, pelo que fui detido em ato contínuo.
Não podendo, pela sua avançada idade acompanhar o Exército Libertador na sua campanha, deu um contingente nas pessoas dos seus filhos Militão Pamplona Corte Real e Júlio Pamplona Corte Real. O seu terceiro filho, Joaquim Maria Pamplona Corte Real, permaneceu no Regimento de Guarnição nº 1, em Angra.

## Genealogia
Foi filho de Hipólito Cassiano Pamplona Rodovalho e sua esposa, Brízida Leonarda Joaquina da Silveira. Desposou com Maria Narcisa de Barcelos Merens com quem teve:
1. Joaquim Maria Pamplona Corte Real (1796 -?) que casou por duas vezes, a primeira com D. Maria Cândida Coelho e Sousa e a segunda com D. Joana Augusta de Menezes da Silveira Estrela.
2. Militão Pamplona Corte Real.
3. Júlio Pamplona Corte Real.